# كلية بيستالوزي
 كلية بيستالوزي ( (بالألمانية: Pestalozzi Schule)‏ هي مدرسة ألمانية دولية في بيلجرانو في  بوينس آيرس. تديرها جمعية بيستالوزي الثقافية.  وفيها من مراحل الحضانة حتى المرحلة الثانوية: تقدم كلية بيستالوزي التعليم الابتدائي والثانوي بالإضافة إلى «المستوى الأولي» للأطفال من عامين إلى خمس سنوات.
تأسست في 1 مارس 1934 من قبل الدكتور إرنستو أليمان ، وهو أرجنتيني من أصل سويسري. كان الهدف هو خلق مكان للتعليم الإنساني والحر وفقًا لأفكار التربوي السويسري يوهان هاينريش بيستالوزي ، حيث يمكن التمسك بقيم الثقافة الأوروبية المركزية واللغة الألمانية.

## روابط خارجية
- (بالألمانية) Pestalozzi-المدرسة
- (بالإسبانية) Pestalozzi-المدرسة